# Ян Лятос
Ян Ля́тос (іноді Іва́н, бл. 1539, Краків — перед 1608, Острог) — польський медик, математик, астроном, астролог. Доктор медицини. Викладач та перший декан астрономії Острозької академії

## З життєпису
Син краківського міщанина Валентого Лятоса та його дружини Дороти.
Ймовірно, був якийсь час симпатиком протестантів. Вихованець Краківської академії, в якій викладав з 1566 р. Випускник Падуанського університету, де 27 червня 1577 захистив ступінь доктора медицини. В 1583 р. почав виступати проти нового григоріанського календаря. Близько 1596 року переїхав на Волинь до Острога на запрошення князя Костянтина-Василя Острозького. Причиною його зближення з «стовпом» православ'я могла бути напружена атмосфера довкола його особи в Краківському університеті, зокрема, після критики поглядів Лятоса кардиналом Юрієм Радивилом. В Острозі від князя отримав обширний «двір» біля замку та «двірець» (фільварок) з селянами князя на передмісті Острога (Горноща, Завалля).
Став викладачем та першим деканом астрономії в Острозькій академії.
Кардинал Бернард Мацейовський запропонував, у 1598 році Лятоса спочатку позбавили кафедри, потім вигнали з Краківської Академії. 15 лютого 1602 Краківська Академія ухвалила рішення заборонити продаж та друк його праць, у випадку непослуху — штраф 300 злотих.
Двічі одружувався: вперше — у Кракові з Малґожатою, з якою мали кілька дітей, вдруге в Острозі з Анною Ожеговською (Ожоговською), помер, залишивши доньок Анну та Дороту. Могила і надгробний пам'ятник з чорного граніту зберігалися до 1965 року, коли кладовище і пам'ятник вченому знищили.

### Автор
- низки астрологічних прогнозів.
- праць «Прогностикон» (1594).

Про нього«Ян Лятос: ренесансна філософія та наука на українських землях».